# 緑の基本計画
緑の基本計画（みどりのきほんけいかく）とは、市町村が、緑地の保全や緑化の推進に関して、その将来像、目標、施策などを定める基本計画。都市緑地法第4条に定めがあり、これにより、緑地の保全及び緑化の推進を総合的、計画的に実施することができるとしている。
策定主体は市町村といった自治体が策定し、策定の際には、公聴会の開催など住民の意見を反映するために必要な措置を講ずるよう努めることになっており、計画も公表するよう努めることになっている。

## 制度概要
この計画では、おおむねでは緑地の保全及び緑化の目標のほか、緑地の保全及び緑化の推進のための施策に関する事項、特別緑地保全地区内の緑地の保全に関する事項、緑地の保全に関連して必要とされる施設の整備に関する事項、緑化地域以外の区域であって重点的に緑化の推進に配慮を加えるべき地区及び当該地区における緑化の推進に関する事項土地の買入れ及び買入れた土地の管理に関する事項、管理協定に基づく緑地の管理に関する事項、その他特別緑地保全地区内の緑地の保全に関し必要な事項、緑地保全地域や特別緑地保全地区以外の区域であって重点的に緑地の保全に配慮を加えるべき地区とその当該地区における緑地の保全に関する事項、緑化地域における緑化の推進に関する事項、などを定めることとしている。
緑の基本計画に地方公共団体の設置に係る都市公園の整備方針その他保全すべき緑地の確保及び緑化の推進に関する事項といった都市公園法第3条第2項にある都市公園の整備の方針を定めた場合、その緑の基本計画に即して都市公園を設置するよう努めることとされている。

## 緑化重点地区総合整備事業
緑の基本計画には緑化の推進を重点的に図るべき地区が定められる。この地区において、緑化の目標、年次計画等を定めた緑化の実施に関する計画に基づき、緑地の整備又は公共公益施設の緑化を行うことを目的とするのが緑化重点地区総合整備事業である。
緑化重点地区総合整備事業の対象地区要件において「緑の基本計画」に定められる「緑化の推進を重点的に図るべき地区」とは三大都市圏に位置する都市、地方中核都市等において、その都市の中心駅周辺、官庁街や商業・業務の中心など、その都市の拠点となる地域である。
そして景観形成のために緑地の整備と緑化を行う必要性が特に高い地区、クールアイランドや風の道の形成などによる都市のヒートアイランド現象の緩和、河川等と一体となったエコロジカルネットワークの形成など、都市環境の改善のために重点的に緑地の整備と緑化を行う必要性が特に高い地区、避難地の面積が十分に確保できていない等防災上課題があり、緊急的に延焼防止帯等となる緑地の確保及び市街地の緑化を行う必要性が特に高い地区、のいずれかに該当する地区で、合計して５箇所以上の緑地の整備又は公共公益施設の緑化を行うものであるという要件を満たす必要がある。
また対象事業要件として、都市計画決定がされていない公園、緑地を含み一箇所当たりの事業対象面積が原則として500平方メートル以上で、事業完了後、原則として都市公園として管理する、止むを得ない場合は市町村の条例等に基づく公園や緑地として管理することとし、都市公園とともに、地区全体の緑豊かな環境を形成する公共施設、公用施設の敷地及び建築物の緑化を含むとしている。